# Thelotrema inturgescens
Thelotrema inturgescens är en lavart som beskrevs av Müll. Arg. 1893. Thelotrema inturgescens ingår i släktet Thelotrema och familjen Thelotremataceae.   Inga underarter finns listade i Catalogue of Life.